# Alto rischio
Alto rischio è un film del 1993 diretto da Stelvio Massi.

## Trama
La scienziata bulgara Vera si dedica scrupolosamente alle sue ricerche in un importante laboratorio di informatica. Il malvagio Sjberg è disposto a tutto per influenzare la borsa e raccogliere profitti illeciti, arriva in soccorso di Vera un agente della CIA per proteggere le informazioni riservate.